# Bertwald z Canterbury
Bertwald (zm. w 731) – arcybiskup Canterbury od 693 roku.
W 667 roku został pierwszym anglosaskim opatem Glastonbury; na to stanowisko powołał go Cenwalh, król Wesseksu. Około 676 roku został opatem w Reculver. W 693 roku udał się do Francji, gdzie został konsekrowany na arcybiskupa Canterbury przez Godwina, arcybiskupa Lyonu.
Był obecny na synodzie w Easterfieldzie w 702 roku.